# Яванское яблоко
Яванское яблоко (лат. Syzygium samarangense) — вид плодовых деревьев из рода Сизигиум семейства Миртовые.

## Описание
Яванское яблоко — вечнозелёное дерево высотой 5-15 м, с коротким стволом 25-30 см шириной и бледно-розово-серой осыпающейся корой. Листья эллиптическо-ланцетовидные, слегка сердцевидные, тёмно-синевато-зелёного цвета, 10-25 см длиной и 5-12 см шириной, ароматные при растирании. Цветки желтовато-белые, 2-4 см шириной, с четырьмя лепестками и с многочисленными тычинками 1,25-2,5 см длиной, собраны в свисающие метёлки. Плод розовый или зеленоватый, блестящий, грушевидной формы, 3,4-5 см длиной и 4,5-5,4 см шириной. Мякоть белая, хрустящая, кисловатая с мягким ароматом, с 1-2 семенами 0,5-0,8 см длиной.

## Распространение
Родина растения — полуостров Малакка, Андаманские и Никобарские острова. Оттуда, ещё в доисторические времена, распространилось во Вьетнаме, Лаосе, Камбодже, Таиланде, в Индии, на Филиппинах и на Тайване. В Средние века проникло на Занзибар и Пембу. В 1903 году было завезено на Ямайку, затем в Суринам и Нидерландские Антильские острова (Аруба, Кюрасао и Бонайре).

## Использование
Зеленоватые плоды яванского яблока едят с солью, варят, как соус, тушат с другими фруктами. Розовые плоды более сочные, их едят в свежем виде или подвергают кулинарной обработке с сахаром. Цветки яванского яблока содержат много танина и используются для остановки диареи. Они также обладают ограниченной антибактериальной активностью.